# Centropogon karstenii
Centropogon karstenii är en klockväxtart som beskrevs av Alexander Zahlbruckner. Centropogon karstenii ingår i släktet Centropogon och familjen klockväxter. Inga underarter finns listade i Catalogue of Life.